# Abraham van Diepenbeeck
Abraham van Diepenbeeck o Abraham van Diepenbeck (Bois-le-Duc, 9 maggio 1596 – Anversa, 31 dicembre 1675) è stato un pittore e illustratore fiammingo, allievo di Rubens.

## Biografia
Fu battezzato il 9 maggio 1596.
In gioventù, Abraham van Diepenbeeck apprese la tecnica del vetro colorato con suo padre, Jan Roelofszone van Diepenbeeck. Seguì gli studi classici e si trasferì ad Anversa tra il 1621 e il 1623. Realizzò alcune vetrate, in particolare per la cattedrale di Saint-Jacques (Le opere di misericordia) e la chiesa dei domenicani (Vita di San Paolo). Divenne allievo di Rubens nel 1623. Nel 1626-1627 partecipò all'esecuzione dei cartoni della serie di arazzi La glorificazione dell'Eucaristia, commessa dell'Infanta Isabella alla bottega di Rubens.
Nel 1636, Van Diepenbeek acquisì la cittadinanza di Anversa. Fu ammesso alla corporazione di San Luca nel 1638 e divenne direttore dell'accademia nel 1641.
Dopo un viaggio in Italia iniziò a produrre illustrazioni. Tra queste, 59 disegni incisi da Cornelis Bloemaert per illustrare i Dipinti del Tempio delle Muse dell'Abate di Marolles. Viaggiò anche in Inghilterra durante il regno di Carlo I, dove fece i ritratti del Duca di Newcastle e della sua famiglia e illustrò un trattato di equitazione.

## Opere
- Extase de saint Bonaventure, al Museo Reale di Belle Arti, ad Anversa.
- Saints dominicains au pied du Christ en croix, al Museo del Louvre, a Parigi.
- Clélie passant le Tibre, al Museo del Louvre, a Parigi.
- Les quatre Docteurs de l'église, al Musée des Beaux-Arts, a Bordeaux.
- L'enlèvement de Ganymède, al Musée des Beaux-Arts, a Bordeaux.
- Sainte famille, al Musée des beaux-arts, a Lione.
- La mort d'Achille, al Museo Magnin, a Digione.
- La flagellation du Christ, al Museo episcopale, ad Haarlem.
- L'apothéose d'Hercule, Hôtel d'Agar, Cavaillon